# Faro di Kolka
Il faro di Kolka (in lettone Kolkas bāka) è situato presso lo stretto di Irbe, a 6 km di distanza dalla costa della Lettonia su un isolotto artificiale.
Il segnale luminoso guida le navi che doppiano le basse acque di capo Kolka, nelle vicinanze dell'accesso orientale allo stretto di Irene nel più ampio golfo di Riga.

## Storia
Nel 1818 fu costruita una coppia di luci di posizione sulla punta del promontorio per guidare le navi che fiancheggiavano le acque basse della costa lettone. Queste si rivelarono inadeguate sia a gestire il traffico navale che a segnalare in maniera efficace la terraferma in condizioni avverse: per tali due ragioni nel 1858 fu statuita la costruzione di un faro. Un primo "scheletro" in legno temporaneo illuminò per la prima volta nel 1875, molto prima che fosse completata la torre in ferro permanente eretta a San Pietroburgo.
In origine l'isola artificiale era stata realizzata più vicino alla costa, ma a causa delle intemperie nella stagione invernale presso Kolka, si fu costretti a rivedere il progetto. I lavori per l'isola attuale furono messi in atto negli inverni tra il 1873 e il 1875: per costruirla, furono trasportate grandi pietre dalla costa attraverso una strada ghiacciata. L'area dell'isola è di circa 2000 metri quadrati e si trova a poco meno di 6 km dalla terraferma a nord-est: il faro attuale è diventato operato nel 1884 ed è raggiungibile solo tramite imbarcazione. I nomi storici con cui il capo veniva identificato sono Domesnes, Domes Ness o Домеснес.

## Geografia
Il faro è una torre cilindrica rossa alta 21 m, con doppia galleria e una lanterna rossa sulla sommità con cupola nera. Il fuoco isofase è emesso ad un'altezza focale di 20 m, con tre lampi bianchi ogni 10 secondi. La sua portata è di 10 miglia nautiche (circa 19 km).
Dati identificativi: ARLHS: LAT-006 - UKHO: C-3478 - NGA: 12212 - Numero lettone: UZ-410.